# Deutsche Botschaft Abu Dhabi
Die Deutsche Botschaft Abu Dhabi ist die offizielle diplomatische Vertretung der Bundesrepublik Deutschland in den Vereinigten Arabischen Emiraten.

## Lage und Gebäude

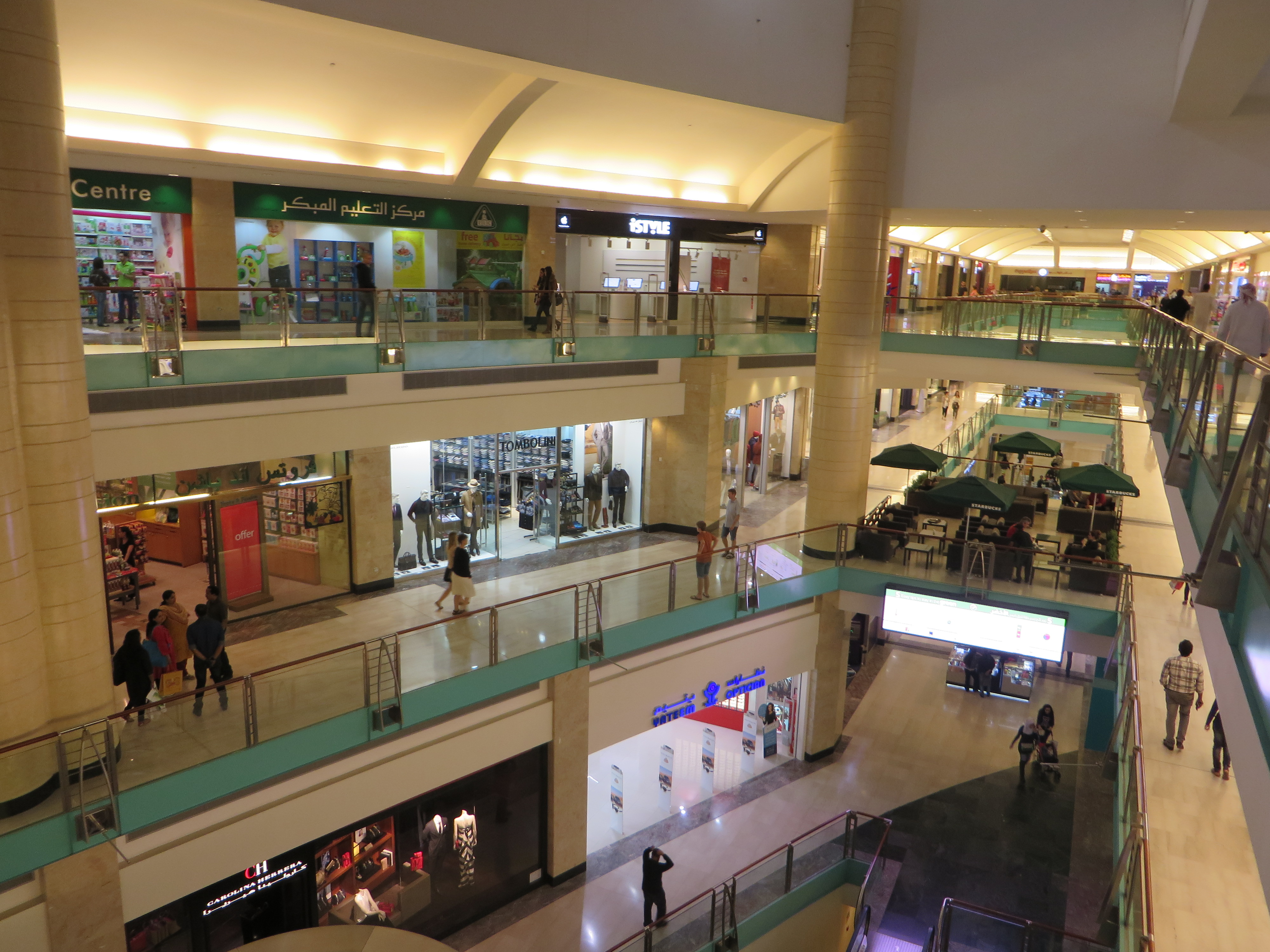
Blick in den Einkaufsbereich der Abu Dhabi Mall

Die Kanzlei der Botschaft liegt im Stadtteil Al Zahiyah im 14. Obergeschoss des Büroturms des Einkaufszentrums Abu Dhabi Mall. Die Straßenadresse lautet: The Towers at the Trade Center, West Tower, 14 th Floor, Abu Dhabi Mall.
Das zehn Kilometer entfernte Außenministerium ist in 20 Minuten zu erreichen. Der internationale Flughafen Abu Dhabi liegt etwa 34 Kilometer östlich, die Fahrtzeit beträgt eine gute halbe Stunde. Zur 190 Kilometer nordöstlich gelegenen Grenze des Nachbarlands Oman beträgt die Fahrtzeit zweieinhalb Stunden.

## Auftrag und Organisation
Die Botschaft Abu Dhabi hat den Auftrag, die Beziehungen zwischen Deutschland und den Vereinigten Arabischen Emiraten zu pflegen, die deutschen Interessen gegenüber der Regierung der Emirate zu vertreten und die Bundesregierung über Entwicklungen in den Emiraten zu unterrichten.
In der Botschaft werden die Sachgebiete Politik, Wirtschaft und Kultur bearbeitet. Das Rechts- und Konsularreferat der Botschaft bietet alle konsularischen Dienstleistungen für in den Vereinigten Arabischen Emiraten ansässige deutsche Staatsangehörige an. Visumspflicht für Aufenthalte in Deutschland bis zu 90 Tagen besteht für Staatsangehörige der Vereinigten Arabischen Emirate nicht. Die Botschaft unterhält eine telefonische Rufbereitschaft für konsularische Notfälle deutscher Staatsangehöriger außerhalb der Dienstzeit.
An der Botschaft besteht ein Militärattachéstab.
Das deutsche Generalkonsulat in Dubai unterstützt die Botschaft bei der Erledigung konsularischer Dienstleistungen und bei Repräsentationsaufgaben.

## Geschichte
Die Vereinigten Arabischen Emirate wurden am 2. Dezember 1971 vom Vereinigten Königreich unabhängig. Die Bundesrepublik Deutschland eröffnete im Jahr 1974 ihre Botschaft in Abu Dhabi. 1978 erfolgte die Eröffnung einer Außenstelle in Dubai, die 1990 in ein Generalkonsulat umgewandelt wurde.